# Kinga Debreczeni-Klivinyi
Kinga Debreczeni-Klivinyi (* 31. März 1992 in Budapest, Ungarn, geborene Kinga Klivinyi) ist eine ungarische Handballspielerin.

## Karriere
Kinga Debreczeni-Klivinyi spielte ab dem Jahre 2007 bei Vasas Budapest. Zwei Jahre später wechselte die Rückraumspielerin zu Váci NKSE, jedoch wurde sie in der ersten Saison an Vasas ausgeliehen. Nachdem Klivinyi in der darauffolgenden Saison an Szentendrei NKE ausgeliehen wurde, lief sie schließlich ab 2011 für Váci NKSE auf. Im Sommer 2013 schloss sie sich Érd NK an. Mit Érd stand sie in der Saison 2014/15 im Halbfinale des EHF-Pokals. Ab der Saison 2018/19 stand sie bei Ferencváros Budapest unter Vertrag. Im Sommer 2020 schloss sie sich dem Ligakonkurrenten Dunaújvárosi Kohász KA an. Nach einer schwangerschaftsbedingten Pause schloss sie sich im Oktober 2021 Siófok KC an. Seit der Saison 2023/24 steht sie bei Budaörs Handball unter Vertrag.
Kinga Debreczeni-Klivinyi gewann mit der ungarischen U20-Auswahl die Bronzemedaille bei der U-20-Weltmeisterschaft 2012. Im selben Jahr gab sie ihr Debüt für die ungarische Frauen-Nationalmannschaft. Mit Ungarn nahm sie an der Europameisterschaft 2016, an der Weltmeisterschaft 2017, an der Europameisterschaft 2022, an der Weltmeisterschaft 2023 sowie an den Olympischen Spielen 2024 teil.

## Privates
Klivinyi ist mit dem Handballer Dávid Debreczeni verheiratet. Seit März 2021 sind sie Eltern einer Tochter.